# IronFX

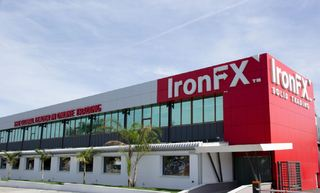
Trụ sở chính của IronFX

IronFX Global hay IronFX, là một công ty môi giới giao dịch trực tuyến được thành lập vào năm 2010 tại Limassol, Cộng hòa Síp bởi Markos A. Kashiouris, một chủ doanh nghiệp người châu Âu từng được bình chọn là một trong những CEO giỏi nhất châu Âu năm 2013.
Từ năm 2010 đến 2013, IronFX đã nhận được rất nhiều giải thưởng, như giải thưởng Forex của công ty Sina Corp, giải thưởng Nhà môi giới giao dịch STP/ECN tốt nhất năm 2013 của Tạp chí World Finance. Từ năm 2014 IronFX trở thành đối tác chính thức của Câu lạc bộ bóng đá F.C. Barcelona.

## Lịch sử
Từ công ty tiền thân là IronFX Financial Services Limited và sau đó là IronFX Limited, Markos A. Kashiouris và Peter G. Economides đã thành lập IronFX Global Limited vào năm 2010 tại Cộng hòa Síp. Sau đó, công ty được ủy quyền và quản lý bởi Ủy ban Chứng khoán và Giao dịch Cộng hòa Síp (CySEC). Kết quả, công ty được quản lý bởi tổ chức Định hướng Công cụ Tài chính thị trường châu Âu (MiFID) và được phép cung cấp các dịch vụ đầu tư trên toàn Liên minh châu Âu. Các mốc sau giúp hình dung về quá trình phát triển của công ty trong ba năm trở lại đây.
Tháng 10 năm 2013, công ty phát động cuộc thi giao dịch lớn nhất lần thứ hai mang tên "Trading Legends" với giải thưởng lên đến một siêu xe hoặc tài khoản giao dịch STP trị giá 150.000 USD.
Tháng 6 năm 2013, nằm trong công cuộc mở rộng ra toàn cầu của IronFX, IronFX Global UK Limited, một công ty con hoàn toàn thuộc sở hữu của IronFX Global, đã được cấp phép và quản lý bởi Cơ quan quản lý tài chính nước Anh (FCA). Trong tháng tiếp theo, IronFX đăng ký là Nhà cung cấp dịch vụ tài chính ở New Zealand. IronFX Global (Australia) Pty Limited được ủy quyền và quản lý bởi Ủy ban chứng khoán và đầu tư Australia (ASIC) từ năm 2012.
Năm 2011, IronFX khởi xướng một loạt các cuộc thi giao dịch. Một năm sau đó, công ty tổ chức cuộc thi lớn nhất trong lịch sử giao dịch ngoại hối với giải thưởng là 150.000 USD tiền mặt hoặc một siêu xe.
Tháng 6 năm 2016, IronFX Global ra thông báo về một loạt các giao dịch sáp nhập giữa IronFX và FXDD. Kết hợp với giao dịch sáp nhập này, cả hai công ty sẽ trực tiếp thực hiện các giao dịch để trở thành công ty trực thuộc Nukkleus Inc – một công ty đại chúng của Hoa Kỳ. Thông cáo chính thức đã được công bố bới SEC – Hòa Kỳ.

## Hoạt động

### Dịch vụ
Các dịch vụ của IronFX bao gồm hợp đồng mua bán chênh lệch (CFD) về ngoại hối (FX), cổ phiếu, hợp đồng tương lai và kim loại quý. Công ty cung cấp các dịch vụ giao dịch ngoại hối cá nhân và dịch vụ thị trường ngoại hối dưới sự giám sát của nhiều cơ quan quản lý uy tín khắp thế giới.

### Giấy phép
IronFX và các công ty con được cấp phép để môi giới và là thành viên của các tổ chức sau:
- IronFX Global (Australia) Pty Limited được ủy quyền và quản lý bởi ASIC (Giấp phép AFSL số 417482)[12]
- IronFX Global UK Limited được ủy quyền và quản lý bởi Cơ quan quản lý tài chính nước Anh (Giấy phép FCA số 585561)[11]
- IronFX Global Limited là thành viên của Sàn giao dịch Eurex.[18]
- IronFX Global (Ukraine) LLC là thành viên của UCRFIN (Số hiệu thành viên: 5)[17]
- IronFX Global Limited được ủy quyền và quản lý bởi CySEC (Giấp phép số 125/10) [19]

### Nền tảng giao dịch
Việc đặt lệnh và quản lý các tài khoản giao dịch được thực hiện trên các nền tảng MT4 

### Giải thưởng
Từ năm 2011, IronFX và các thành viên của công ty đã giành được hàng loạt giải thưởng và danh hiệu. Ngoài các danh hiệu này, IronFX đã được ghi nhận về việc tổ chức cuộc thi giao dịch ngoại hối lớn nhất trong lịch sử. Cụ thể:
- CEO Markos A. Kashiouris được công nhận là một trong những CEO giỏi nhất châu Âu.[3]
- Nhà cung cấp phân tích cơ bản và phân tích kỹ thuật tốt nhất năm 2013 – Tạp chí International Finance.[5]
- Các giải thưởng dành cho nhà môi giới giao dịch năm 2013 – Nhà cung cấp dịch vụ khách hàng tốt nhất tại châu Á & Nhà môi giới giao dịch CFD tốt nhất tại châu Á năm 2013 từ Tạp chí World Finance.[5][23]
- Giải thưởng Nhà môi giới giao dịch STP/ECN tốt nhất năm 2013 từ tạp chí World Finance Foreign Exchange.[5][24]
- Giải thưởng "Nhà môi giới ngoại hối tốt nhất năm 2013" tại Triển lãm ngoại hối MENA lần thứ 11 được tổ chức tại Dubai ngày 29 tháng 4 năm 2013.

### Tài trợ
IronFX, cũng như nhìều công ty ngoại hối khác trong lĩnh vực, đã tài trợ cho các đội tuyển thể thao có thành tích cao và tổ chức các sự kiện danh tiếng. Dưới đây là một số hoạt động tài trợ:
- IronFX là đối tác chính thức của F.C. Barcelona trên toàn cầu (ngoại trừ Tây Ban Nha).[6][25][26]

## Đối thủ cạnh tranh
Danh sách các đối thủ cạnh tranh của IronFX ở châu Âu và thị trường quốc tế bao gồm các công ty nổi tiếng sau:
- FXCM
- Saxo Bank
- OANDA
- Gain Capital
- IG Group
- CMC Markets
- Pepperstone
- FxPro
- FXOpen